# Aberedw Castle
Aberedw Castle är en medeltida borgruin i Storbritannien. Den ligger i kommunen Powys i Wales, 230 km väster om huvudstaden London. Borgen uppfördes på 1100-talet nära en plats där det redan tidigare funnits en så kallad motteborg.
Aberedw Castle ligger 134 meter över havet. Runt Aberedw Castle är det ganska tätbefolkat, med 60 invånare per kvadratkilometer. Närmaste större samhälle är Llandrindod Wells, 14 km norr om Aberedw Castle. Trakten runt Aberedw Castle består i huvudsak av gräsmarker.